# Wikariat di Larino
Wikariat di Larino – jeden z 4 wikariatów rzymskokatolickiej diecezji Termoli-Larino we Włoszech. 
Według stanu na wrzesień 2017 w skład wikariatu di Larino wchodziło 7 parafii rzymskokatolickich. 

## Lista parafii
Źródło:
| Lp. | Miejscowość             | Parafia                                           | Grafika | Kościół                                                         | Adres                             | Proboszcz                       |
| --- | ----------------------- | ------------------------------------------------- | ------- | --------------------------------------------------------------- | --------------------------------- | ------------------------------- |
| 1   | Ururi                   | Parafia Najświętszej Maryi Panny Łaski            |         | Kościół Najświętszej Maryi Panny Łaski w Ururi                  | b.d.                              | Sac. Manna Fernando             |
| 2   | Larino                  | Parafia Najświętszej Maryi Panny Łaski            |         | Kościół Najświętszej Maryi Panny Łaski w Larino                 | Viale Giulio Cesare, 86035 Larino | Sac. don Antonio Di Lalla       |
| 3   | Campomarino             | Parafia Najświętszej Maryi Panny Morza i św. Anny |         | Kościół Najświętszej Maryi Panny Morza i św. Anny w Campomarino |                                   | don Rosario Candigliota         |
| 4   | Larino                  | Parafia św. Pardo, biskupa Larino                 |         | Konkatedra św. Pardo w Larino                                   | Piazza Duomo, 25 - 86030 Larino   | Sac. Costantino Di Pietrantonio |
| 5   | San Martino in Pensilis | Parafia św. Piotra Apostoła                       |         | Kościół św. Piotra Apostoła w San Martino in Pensilis           | b.d.                              | Sac. don Nicola Mattia          |
| 6   | Portocannone            | Parafia Świętych Apostołów Piotra i Pawła         |         | Kościół Świętych Apostołów Piotra i Pawła w Portocannone        | b.d.                              | Sac. Michele Valentini          |
| 7   | Campomarino             | Parafia Matki Bożej Większej                      |         | Kościół Matki Bożej Większej w Campomarino - sanktuarium        | b.d.                              | Sac. Nicola Pietrantonio        |